# Goniothalamus macranthus
Goniothalamus macranthus (Kurz) Boerl. – gatunek rośliny z rodziny flaszowcowatych (Annonaceae Juss.). Występuje naturalnie w Indiach (w Bengalu Zachodnim oraz na wyspach Andamanach i Nikobarach) oraz Indonezji (na Sumatrze). 

## Morfologia
PokrójZimozielone małe drzewo lub krzew.
LiścieMierzą 10–19 cm długości oraz 4–8 cm szerokości. Blaszka ma kształt od podłużnego do podłużnie eliptycznego, o nasadzie klinowej i spiczastym wierzchołku. Ogonek liściowy jest nagi, o długości 10–15 mm.
KwiatyPojedyncze, rozwijają się w kątach pędów. Działki kielicha mają owalny lub trójkątny kształt, są owłosione od wewnętrznej strony i dorastają do 8–10 mm długości. Płatki mają lancetowato równowąski kształt i osiągają 2–11 cm długości. Kwiaty mają owłosione owocolistki o cylindrycznym kształcie i długości 5 mm.
OwocePojedyncze mają cylindryczny kształt, zebrane w owoc zbiorowy. Osiągają 35–60 mm długości.

## Biologia i ekologia
Kwitnie od maja do sierpnia, natomiast owoce dojrzewają w listopadzie.